# Кувајт на Светском првенству у атлетици на отвореном 2015.
Кувајт је учествовао на Светском првенству у атлетици на отвореном 2015. одржаном у Пекингу од 22. до 30. августа петнаести пут, односно учествовао је на свим првенствима до данас. Репрезентација Кувајта је представљао један такмичар који се такмичио у бацању диска.,.

## Учесници
Мушкарци :
- Еса Мохамед ал Зинкави — Бацање диска

## Резултати

### Мушкарци
| Атлетичар              | Дисциплина   | Лични рекорд | Квалификације | Квалификације | Финале               | Финале       | Детаљи |
| Атлетичар              | Дисциплина   | Лични рекорд | Резултат      | Место         | Резултат             | Место        | Детаљи |
| ---------------------- | ------------ | ------------ | ------------- | ------------- | -------------------- | ------------ | ------ |
| Еса Мохамед ал Зинкави | Бацање диска | 63,22 НР     | 58,68         | 13. у гр. Б   | Није се квалификовао | 27 / 30 (31) |        |